# 実学
実学（じつがく、独：praktische Wissenschaft）
1. アリストテレスが哲学見地から解説した実践科学で、一方では対象によって、他方では知識への関心によって決定している（『形而上学』VI, 1参照）。
2. 実用の学問。本項にて。

実学（じつがく）とは、経験科学や技術に基づく実用的な学問。
実証性に裏づけられており、社会の役に立つ学問。農工商などの産業経済の発達に役立つ実業的な知識・技術を学べる学問。法律学・経済学などの政策科学、数理工医などの実験科学など実生活で役に立っているタイプの学問。他にも経営学・農学、本草学（薬学）、天文学、暦学などのような学問のこと。空理空論、理想主義、非現実的または非実用的、観念的で空疎な学問である哲学や文学など人文学・社会学など社会科学の一部を意味する虚学の対義語。
新井白石が、当時学問として重要視されていた朱子学を非実用的だと批判し、殖産興業政策をとったのが日本における実学の先駆とされる。福沢諭吉は、『学問のすゝめ』のなかで、1872年当時重要視されていた和学・儒学を「学問の実に遠くして日用の間に合はぬ」と虚学であるとし、「人間普通日用に近き実学」こそ学問だとし、実学の庶民への教育を記した。

社会生活に実際に役立っている学問として、医学・法律学・経済学・工学以外には、歯学・薬学・獣医学・農学・水産学・情報学・計算機工学・計算機科学・会計学・統計学・ゲーム理論・経営学・商学などを指す。日本の大学では、理科系と文科系で扱う学問分野が異なるが、理系は人文・社会科学を含まないために概ね全て実学とされている。逆に文系の中でも法学や経済学などは実学とされる。

## 漢字圏
- 明・清時代の中国で盛んになった経世致用の学のこと。明末の16〜17世紀にかけ李時珍（『本草綱目』）、徐光啓（『農政全書』）、宋応星（『天工開物』）らが技術関係の書物を著した。
- 実学 (朝鮮) - 朝鮮王朝後期に正統官学である性理学への批判を通じて登場した思想・学問潮流。「実事求是の学」とも。彼らは宋学（朱子学）が非現実な虚学となったことを批判し、「実事求是」の思想が生まれた。18世紀には西洋学紹介、現実社会改革、鎖国批判などの各種啓蒙運動を展開したが、19世紀初めに王朝から弾圧された[1]。